# Železna zavesa
Želézna zavésa je politični izraz za simbolično, ideološko in delno fizično mejo, ki je razdelila Evropo v času hladne vojne na dva dela: na kapitalistične zahodne in socialistične vzhodne države. Izraz izvira iz gledališkega izrazoslovja. Izraz se je v političnem sotvarju pojavljal že prej, a ga je dokončno uvedel nekdanji britanski predsednik vlade Winston Churchill 5. marca 1946, ko je z njo opisal ločnico, ki je potekala od Baltika do Trsta. Izraz je sicer uporabil že ruski književnik Vasilij Vasiljevič Rozanov leta 1918 in z njim opisal osamitev Sovjetske zveze od preostale Evrope. Jugoslavija je bila onstran železne zavese dejansko le do leta 1948, ko je prišlo do spora s Sovjetsko zvezo. Kasneje so se njene meje proti zahodnim (»kapitalističnim«) sosedam čedalje bolj odpirale.
Del železne zavese je potekal med Vzhodno in Zahodno Nemčijo in v Berlinu je dejansko obstajal zid (t. i. berlinski zid), ki je fizično ločil oba dela Nemčije. Sicer je železna zavesa potekala po vsej Evropi, od Severnega morja do Sredozemskega in Črnega morja. 
Železna zavesa je poleg ideološke pregrade predstavljala tudi gospodarsko, jezikovno in kulturno bariero. 

### Churchillov govor
Winston Churchill' je v svojem govoru »Sinews of Peace« [Sile miru] 5. marca 1946 na Westminstrskem kolidžu v Fultonu (Misuri, ZDA) javno uporabil izraz »železna zavesa« v kontekstu Vzhodne Evrope pod sovjetskim vplivom:
Od Szczecina ob Baltiku do Trsta na Jadranu se je nad celino spustila železna zavesa. Za to črto ležijo vse prestolnice starih držav Srednje in Vzhodne Evrope. Varšava, Berlin, Praga, Dunaj, Budimpešta, Beograd, Bukarešta in Sofija; vsa ta slavna mesta in njihovo prebivalstvo ležijo v tem, kar moram poimenovati sovjetska sfera, in so v eni ali drugi obliki podvrežene ne le sovjetskemu vplivu, ampak v nekaterih primerih tudi vse večjemu nadzoru Moskve.